# فرمو فاوینی
فرمو فاوینی (انگلیسی: Fermo Favini; ۲ فوریهٔ ۱۹۳۶ – ۲۳ آوریل ۲۰۱۹) بازیکن فوتبال اهل ایتالیا بود.
از باشگاه‌هایی که در آن بازی کرده‌است می‌توان به باشگاه فوتبال کومو، باشگاه فوتبال رجانا، باشگاه فوتبال برشا، و باشگاه فوتبال آتالانتا اشاره کرد.